# あいなり
あいなりは、インターネットテレビ番組のGyaOジョッキーで放送されていたトークバラエティ番組である。2006年11月20日に番組開始。

## 概要
夏目ナナと神戸敏行プロデューサー（愛称：ズラサン）のトークが20分ほどあり、その後大喜利コーナーを行う。（放送作家の中村至誠も演者として出演している）毎週火曜日22時～23時に生放送。（2007年7月3日から）。（2007年5月11日～2007年6月29日までは毎週金曜日23時～24時）（2007年4月23日までは毎週月曜日24時～25時）この番組では貴重な夏目ナナの力道山のものまねが見られる。（元ネタはオードリーの春日俊彰のもの）ジョッキー内の元祖大喜利番組である。GyaOジョッキーの数ある番組構成の中で「唯一」、第1回目から途切れる事無く連続放送となっている。言わばGyaOジョッキーの冠番組と言っても過言ではない。夏目は何故か、ちょくちょく松竹芸能の芸人と間違われる。（本人も気にしている）それほど「しゃべり」が達者で、そこがこの番組の最大の魅力でもある。夏目の「お笑い」に対してのハードルは日に日に高くなっている。
2007年10月9日を最後に番組終了。

## 出演者

### レギュラー
- 夏目ナナ
- 神戸敏行 2007年6月22日で降板。
- 中村至誠2007年9月4日を最後に降板。
- HEY!たくちゃん　2007年4月16日「あいなり」初登場でレギュラーへ。2007年8月28日を最後に降板。
- オードリー 2007年9月4日よりレギュラーへ。

### ゲスト
- スザンヌ (中野腐女子シスターズの腐ジョッキー レギュラー)
- 今城理菜
- 蒼井そら (2007年8月7日と、8月14日は夏目の代打として出演）

## コーナー
大喜利（正式なコーナータイトルは存在しない）毎回、お題を出し、視聴者から面白い回答を募集するコーナーである。基本は下ネタ禁止なのだが、出演者が拾ってしまう。2007年4月以降、ネタの繰り返しを防止する為、禁止ネタを張り紙で表示している。禁止ネタは、「牛筋」と「テレ東」。

## 主な出来事
- 夏目ナナが映画撮影の為、ピンチヒッターでスザンヌが出演したことがある。
- 2007年3月12日の放送で芸人オードリーがゲスト出演し、春日敏彰が「力道山」を伝授するといった演出があった。
- 2007年4月9日放送時、別番組での「及川派」発言により夏目ナナが神戸敏行への攻撃を行うが、ゲストのカンニング竹山に助けられていた。
- 2007年6月15日、夏目がお休みでGyaOのアナウンサーオーディションを落選した今城理菜が登場。
- 2007年6月22日、ズラサンがたくちゃんへと席をゆずる形で降板。どうやら、私生活で支障をきたしたらしい（この日、放送残り5分で登場が最後となる）。
- 2007年8月7日、14日の放送は夏休みスペシャルと題して、蒼井そらがMCを務めた。
- 2007年8月28日（＃37）放送開始5分ほどで、HEY!たくちゃんが「このクソヒキコモリ達が・・・」とチャット参加者を蔑視する発言をしたものがそのまま流れ、本人は慌てていたが番組内などでまともな謝罪などは無かった。この日を最後に番組を降ろされる。
- 2007年10月9日 最終回。